# 1995 VA2
1995 VA2 är en asteroid i huvudbältet som upptäcktes den 11 november 1995 av Beijing Schmidt CCD Asteroid Program vid Xinglong-observatoriet.
Asteroiden har en diameter på ungefär 9 kilometer.